# Prix André-Malraux (Alexandre Duval-Stalla)
Ne doit pas être confondu avec Prix André-Malraux.
Le prix André-Malraux est un prix littéraire créé en 2018 à l'initiative d'Alexandre Duval-Stalla.
Il récompense chaque année une œuvre de fiction engagée au service de la condition humaine, en langue française ou traduite en français, et un essai sur l’art, afin de représenter les deux facettes de l'œuvre littéraire d'André Malraux. Il récompense chaque 3 novembre (date de naissance de l'écrivain) une œuvre littéraire engagée. Le prix est accompagné d'une récompense de 1 933 euros en clin d’œil au prix Goncourt remis à Malraux pour La Condition Humaine en 1933.

## Lauréats

### Catégorie romans
- 2018 : Le Monarque des ombres de Javier Cercas[3]
- 2019 : Je ne reverrai plus le monde de Ahmet Altan[4]
- 2020 : Impossible  de Erri de Luca[5]
- 2021 : Temps Sauvages  de Mario Vargas Llosa[6]
- 2022 : Le cœur ne cède pas  de Grégoire Bouillier[7]
- 2023 : Tasmania de Paolo Giordano[8]
- 2024 : Espèces dangereuses de Sergueï Shikalov[9]

### Prix spécial du jury
- 2023 : La cité de la victoire, traduit de l’anglais par Gérard Meudal de Salman Rushdie[10]
- 2024 : Malraux devant le Christ de François de Saint-Cheron[11]

### Catégorie essais sur l'art
- 2018 : Quand la lumière devient couleur de Georges Roque[3]
- 2019 : Visions de Goya. L’éclat dans le désastre de Stéphane Lambert[4]
- 2020 : Race et théâtre : un impensé politique de Sylvie Chalaye[5]
- 2021 : Le musée, une histoire mondiale, tome II : L’ancrage européen, 1789-1850 de Krzysztof Pomian[12]
- 2022 : Traverser l’invisible, Énigmes figuratives de Francesca Woodman et Vivian Maier de Marion Grébert[13]
- 2023 : Picasso tout contre Cocteau de Claude Arnaud[14]
- 2024 : Dix versions de Kafka de Maïa Hruska[15]

## Jury
Font partie du jury 2018 :
- Alexandre Duval-Stalla, auteur d'une biographie sur André Malraux[16].
- Céline Malraux
- Diana Widmaier Picasso
- Matthieu Garrigou-Lagrange
- Adrien Goetz
- Cécile Guilbert
- Mamadou Mahmoud N'Dongo
- Mathieu Simonet (écrivain)